# Сенча (станція)
Сенча́ — проміжна залізнична станція 3-го класу Полтавської дирекції Південної залізниці на лінії Лохвиця — Ромодан між роз'їздом Дібровський кінний завод (12,5 км) та станцією Лохвиця (21 км).
Розташована в селі Вирішальне Лохвицького району Полтавської області.

## Історія
У 1886 році завершене будівництво станції Сенча на лінії Ромодан — Бахмач.

## Пасажирське сполучення
На станції Сенча зупиняються поїзди приміського сполучення до станцій Ромодан, Ромни та Бахмач-Пасажирський. Єдиний поїзд далекого сполучення № 760/759 Кременчук — Бахмач, що курсував через станцію, тимчасово скасований Укрзалізницею з 18 березня 2020 року та досі не відновлений.
До 2013 року через станцію курсували такі поїзди далекого сполучення, як:
- Дніпро — Санкт-Петербург
- Кременчук — Москва
- Сімферополь — Полоцьк.